# Udenhout
Udenhout is een dorp en voormalige gemeente in de Nederlandse provincie Noord-Brabant. Het ligt ten noordoosten van de stad Tilburg in de gelijknamige gemeente, boven Berkel-Enschot en tegen Nationaal Park De Loonse en Drunense Duinen aan. Op 1 januari 2023 telde de plaats, inclusief buitengebied, 8.730 inwoners.

## Voormalige gemeente
De gemeente Udenhout werd per 1 januari 1997 opgeheven. Het grootste deel, waaronder de kern Udenhout zelf, werd bij de gemeente Tilburg gevoegd ondanks weerstand van bewoners die pleitten voor aansluiting bij Loon op Zand. De noordoostelijke kern Biezenmortel werd bij Haaren gevoegd. De gemeente telde bij de opheffing eind 1996 9.028 inwoners en was 26,87 km² groot.

## Toponymie
De herkomst van het toponiem Udenhout is niet zeker. 13e en 14e-eeuwse aanduidingen als Eudenhout en Ödehout maken de betekenis van "niet in cultuur gebracht, hoog opgaand bos" waarschijnlijk. Het eerste deel is dan verwant aan het Duitse woord öde, met betekenissen als "leeg, verlaten, eenzaam; saai, vervelend". Gezien de oude vormen met Euden- en Öde- is de afleiding uit den hout, die door Jan Franken bepleit werd, onaannemelijk. De betekenis van het achtervoegsel -hout is hier wel helder: hoogstammig bos.
In de dialectvorm Den Unent hint het lidwoord op een vrij jonge plaatsnaam, uit de hoge middeleeuwen. De oudst bekende vermelding is uit 1233.

## Geschiedenis

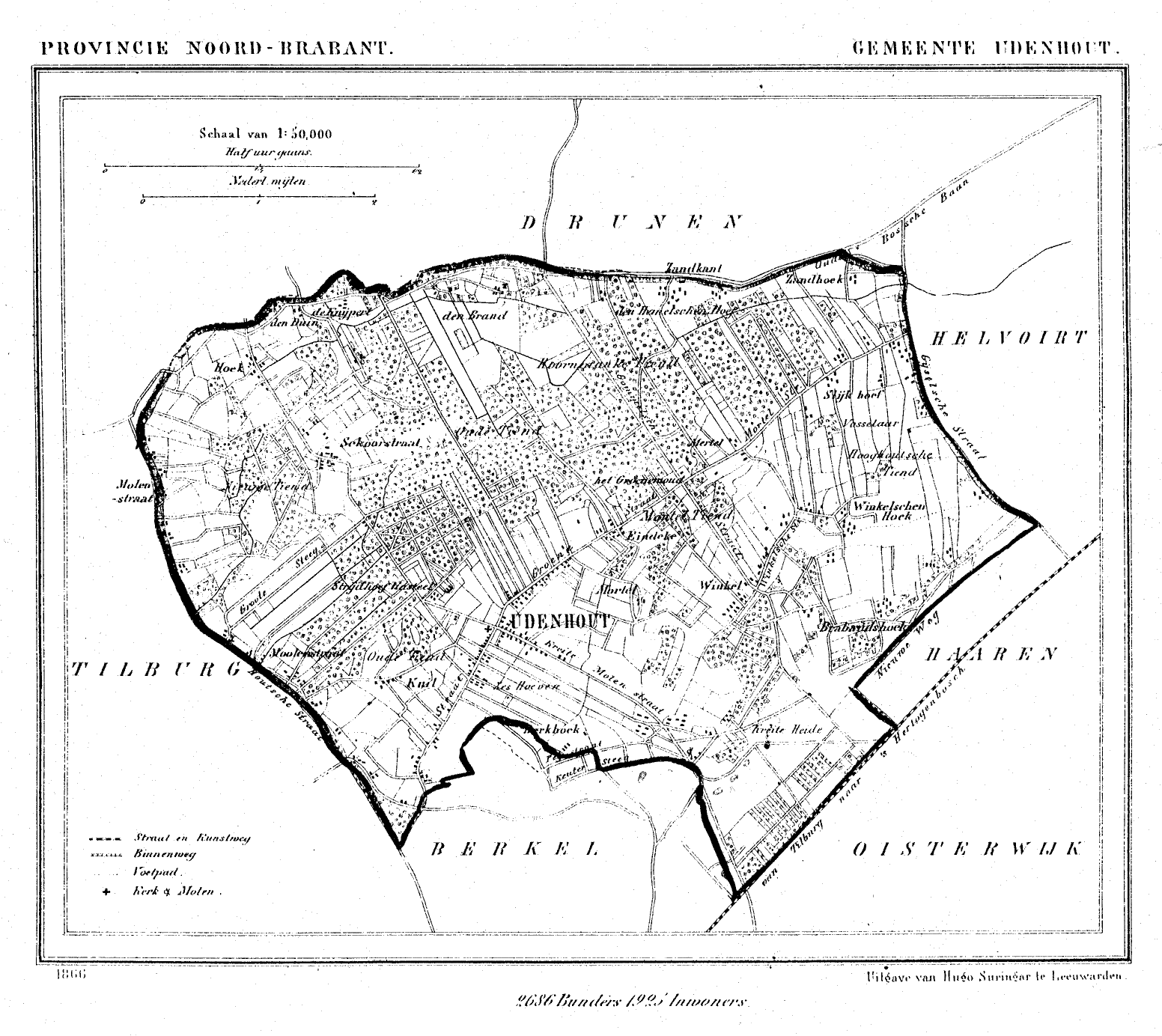
Udenhout in 1866

Rond Udenhout zijn 5000 jaar oude bewoningssporen gevonden. In 2018 zijn er bij bouwwerkzaamheden gereedschappen en grafheuvels uit de IJzertijd ontdekt. In 2020 is tussen Berkel-Enschot en Udenhout een urnenveld blootgelegd uit de late Bronstijd en de vroege en midden-IJzertijd (1100-500 v. Chr). Vondsten van munten en wapens en een Romeinse boerderij met spieker geven aan dat het gebied ook in Romeinse tijd bewoond werd.
De Norbertijner Abdij van Tongerlo verkreeg in 1232 rechten in het bos van Udenhout. Dat is de eerste zekere vermelding van Udenhout in de geschreven bronnen. Rond 1300 kwamen meer goederen in handen van deze abdij, meestal uit de vriendenkring van de hertog van Brabant. In 1306 gaf de abt van Tongerlo 36 bunder van zijn bezit aan particulieren voor ontginning. In 1314 kwam daar nog eens 35 bunder bij. Een groot aantal goederen in Udenhout kwam in handen van godshuizen in 's-Hertogenbosch. Daardoor is het grondbezit in veel gevallen terug te leiden tot in de 14e eeuw.
Het grondgebied van Udenhout vertoont een heel regelmatig laatmiddeleeuws ontginningspatroon. Die oude hoevestructuur is in grote gebieden tot op heden nog herkenbaar in het landschap. Het land is waarschijnlijk omstreeks 1290 in percelen uitgegeven. Daarvoor is een ontginningsweg aangelegd: de Groenstraat, die later van west naar oost de namen Slimstraat, Groenstraat en Biezenmortelse straat kreeg. In het oudste cijnsregister van de Hertog van Brabant uit 1340 staan vrijwel alle hoeven al genoemd. Op dat moment was Udenhout in zijn geheel ontgonnen en in gebruik genomen, met uitzondering van enkele stukken van de Haarense gemeint.
Udenhout maakte vanouds deel uit van de parochie van Oisterwijk. De Sint-Geertrui-abdij in Leuven bezat het patronaatsrecht en stelde de pastoors aan. De uitgestrektheid van de parochie maakte de kerkgang lastig en in 1474 kreeg de gemeenschap een eigen kapel, gelegen vlak bij het kruispunt van doorgaande wegen in het dorp, toen heette dat de Cruijsstraet. De kapel noemde men dan ook in de bronnen regelmatig de Cruijsstraetse capelle. Dit proces verliep niet zonder slag of stoot aangezien de pastoor van Oisterwijk zijn rechten en inkomsten wilde behouden. Uiteindelijk bereikten de deelnemers aan de onderhandelingen een akkoord. Dit getouwtrek over de kapel duurde voort tot in de 17e eeuw.
Na de invasie tijdens het rampjaar 1672 grepen de Udenhouters hun kans en bouwden ze een eigen schuurkerk. Dit was het begin van een halve eeuw strijd om los te komen van de Oisterwijkse parochie. De partijen maakten elkaar zwart en Udenhout deed herhaalde pogingen om eigen priesters te benoemen, maar delfde steeds het onderspit, tot het dorp in 1721 een eigen parochie kreeg.
Het bestuur bleef in handen van de Oisterwijkse schepenbank. Van oudsher hadden de Udenhouters wel eigen borgemeesters, verantwoordelijk voor het financieel beheer van de dorpskas, en zetters, verantwoordelijk voor het ophalen van de belastingen. De dorpsrekening had goedkeuring van de secretaris van Oisterwijk nodig. Sinds 1474 gebeurde dat in de kapel. Door de ontwikkelingen die voortvloeiden uit de Franse Revolutie, werd Udenhout in 1803 een zelfstandige gemeente, tot 1 januari 1997, toen het met Berkel-Enschot bij de gemeente Tilburg gevoegd werd.
In Udenhout vestigden zich in het begin van de 20e eeuw twee instellingen voor zwakzinnige kinderen:
- Huize Assisië, gelegen in Biezenmortel, werd in 1907 gesticht door de Broeders Penitenten. Het huisvest verstandelijk gehandicapte jongens en mannen.
- Huize Vincentius werd gesticht in 1925 en was een huisvesting voor 'zwakzinnige meisjes', licht verstandelijk gehandicapten. Vincentius was gevestigd op Schoorstraat 4 en werd geleid door de Zusters van de Choorstraat. De kapel is uit 1935 en gebouwd in de stijl van de Amsterdamse School. Tot dit complex behoort ook een watertoren.

Het Klooster Sint-Petrus aan de Slimstraat, met een neogotische kapel, is in 1906 gesticht door de Fraters van Tilburg, die een basisschool verzorgden. Vanaf 1986 werd het klooster een opvanghuis dat zich vanaf 1999 toelegde op de opvang van vluchtelingen. De gemeenschap van de Fraters van Tilburg die dit huis leidde, heet De Vuurhaard.
In september 1944 werden Udenhout en Biezenmortel opgeschrikt door de Biezenmortelse gijzeling, waarbij de Duitse bezetter een groep Biezenmortelnaren gijzelde als represaille voor de vernieling van Duitse vrachtwagens tijdens Dolle Dinsdag. De onderhandelingen werden geleid door Willem van der Loo in Udenhout, die de vrijlating van alle gegijzelden onderhandelde in ruil voor de reparatie van alle vrachtwagens door zijn smederij.

## Sport
Voorzieningen:
- Sporthal Roomley

Verenigingen:
- SvSSS (voetbal)
- TVU (tennis)
- Sint Lambertus (paardrijden)
- MHC Udenhout (hockey)
- DOS (Gymnastiek en turnen)
- VCU (volleybal)
- MTB Udenhout (mountainbiken)

Evenementen:
- Survivalrun Udenhout (survivalrun, jaarlijks in het derde weekend van september)

## Bezienswaardigheden
- Kasteel "de Strijdhoef"
- Sint-Lambertuskerk
- Oude raadhuis uit 1849, aan de Slimstraat 2, in neogotische stijl.

### Foto's

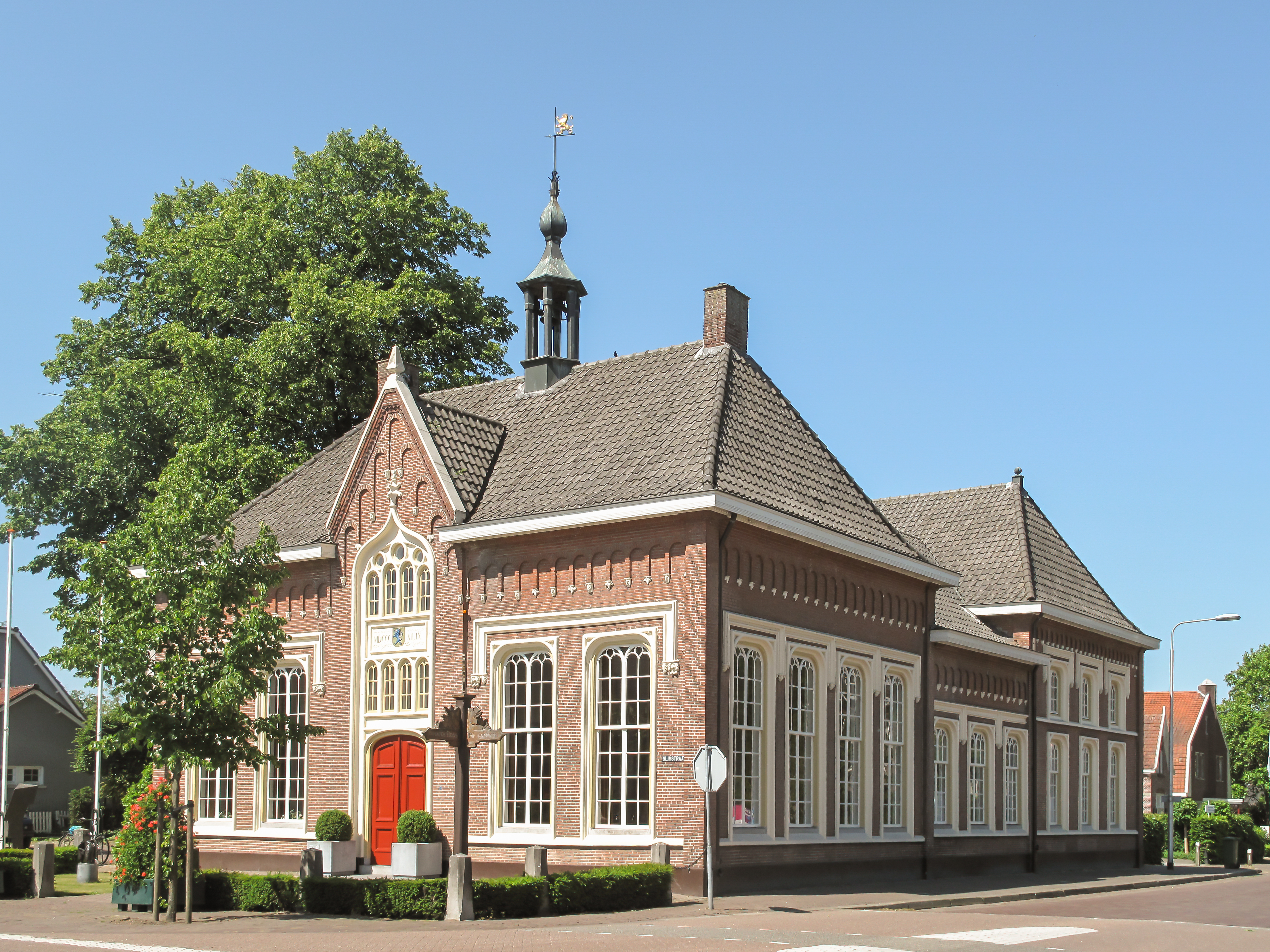
Voormalig raadhuis
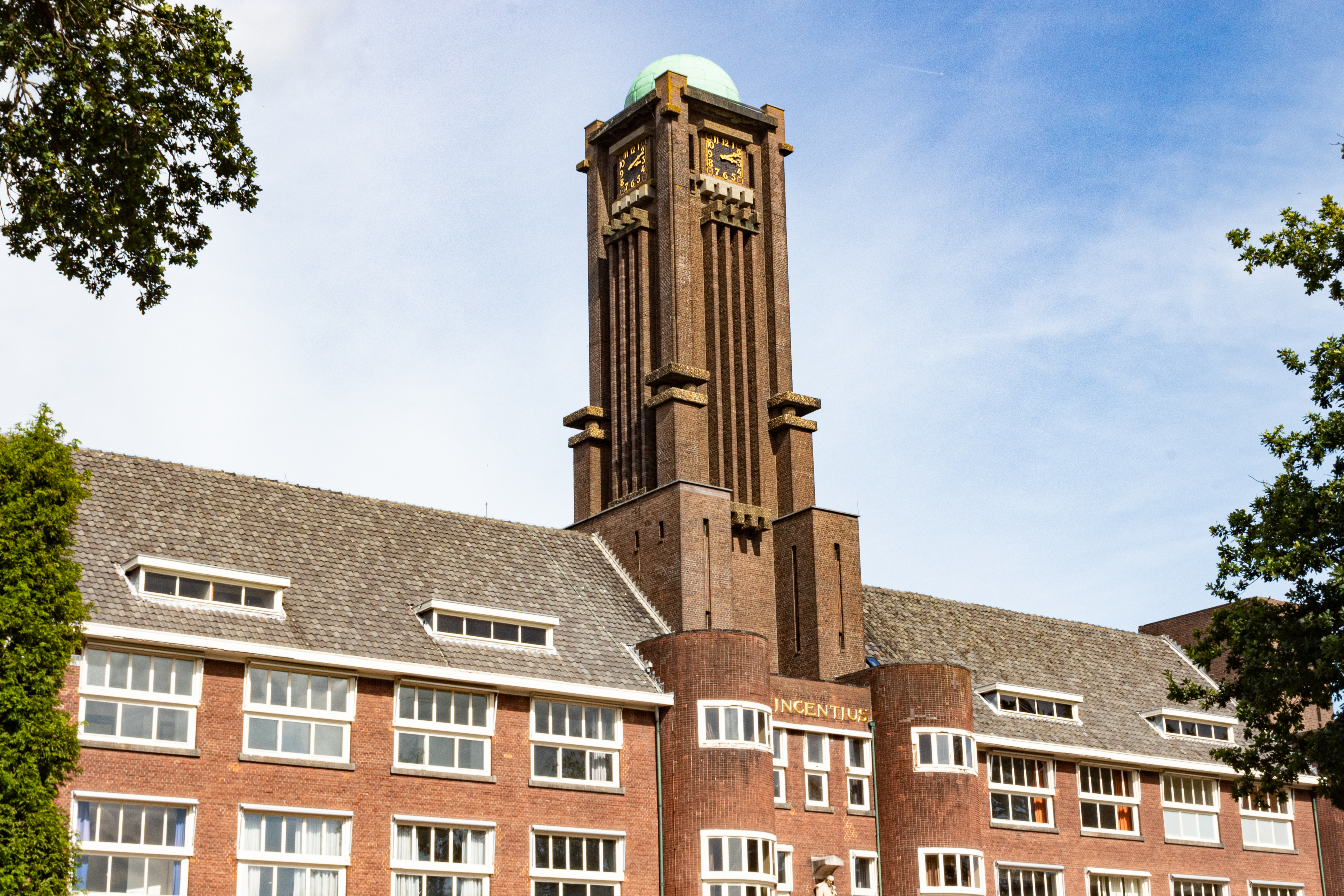
Zorgcentrum Huize Vincentius
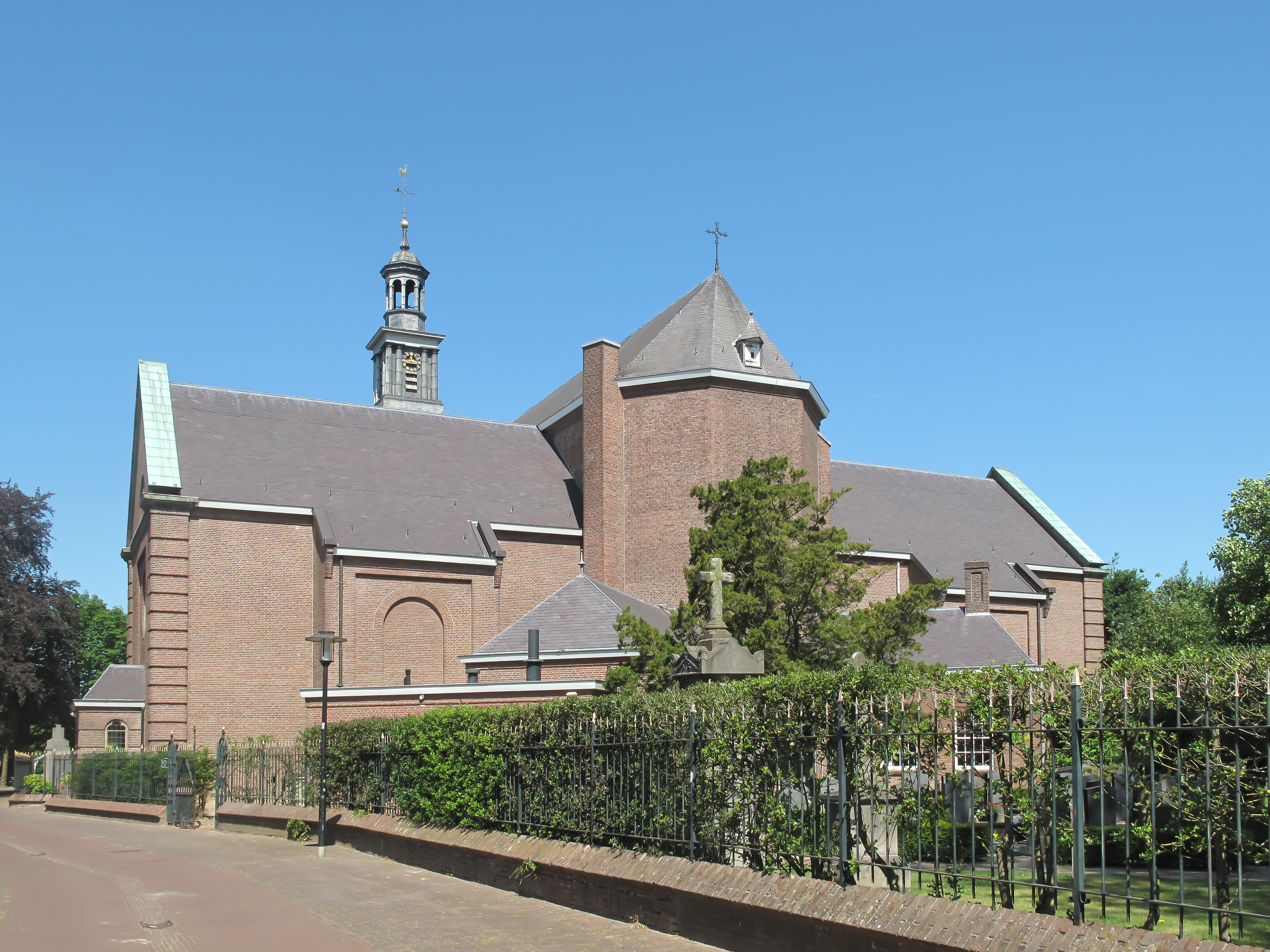
Sint-Lambertuskerk
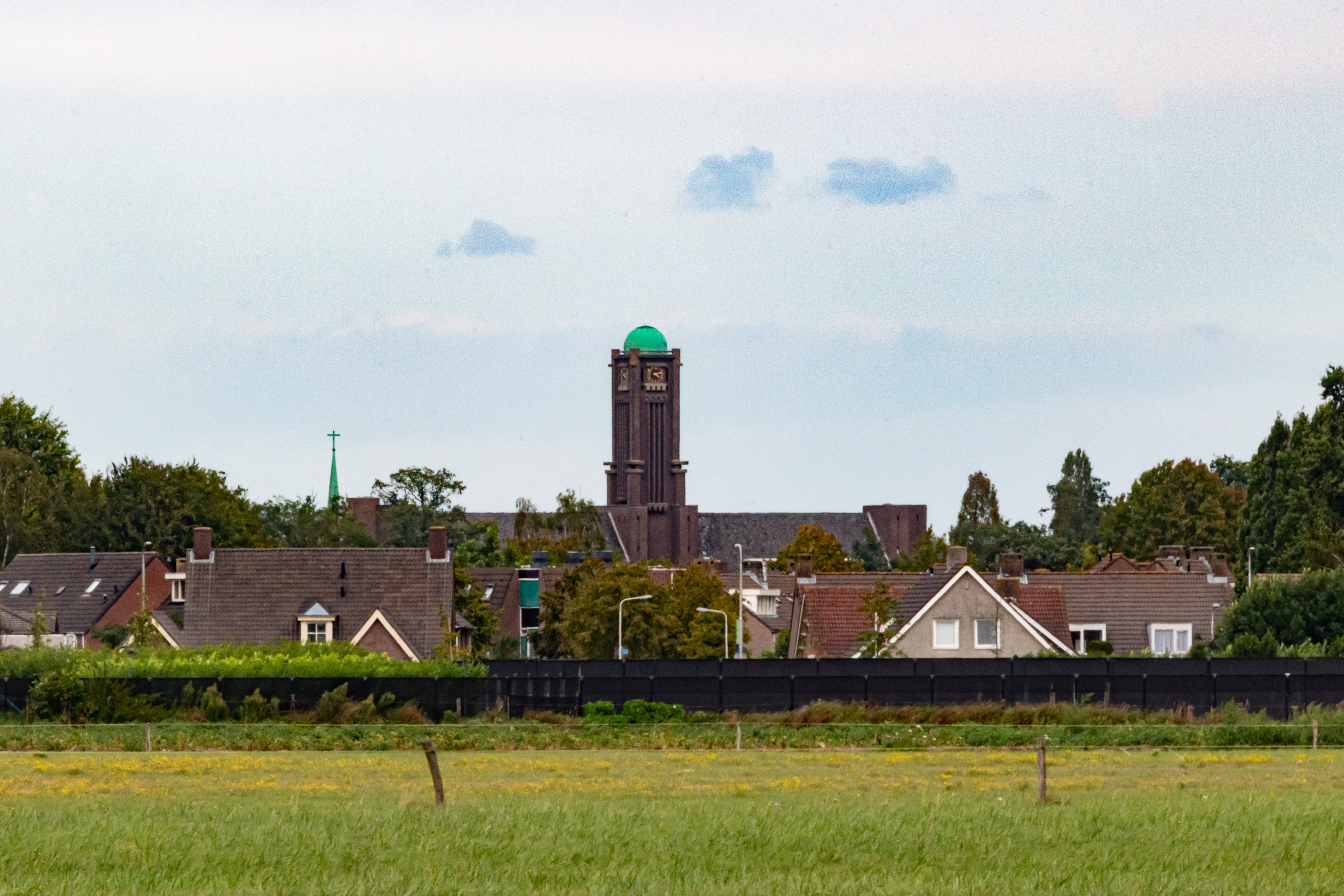
Dorpsgezicht met de toren van Huize Vincentius
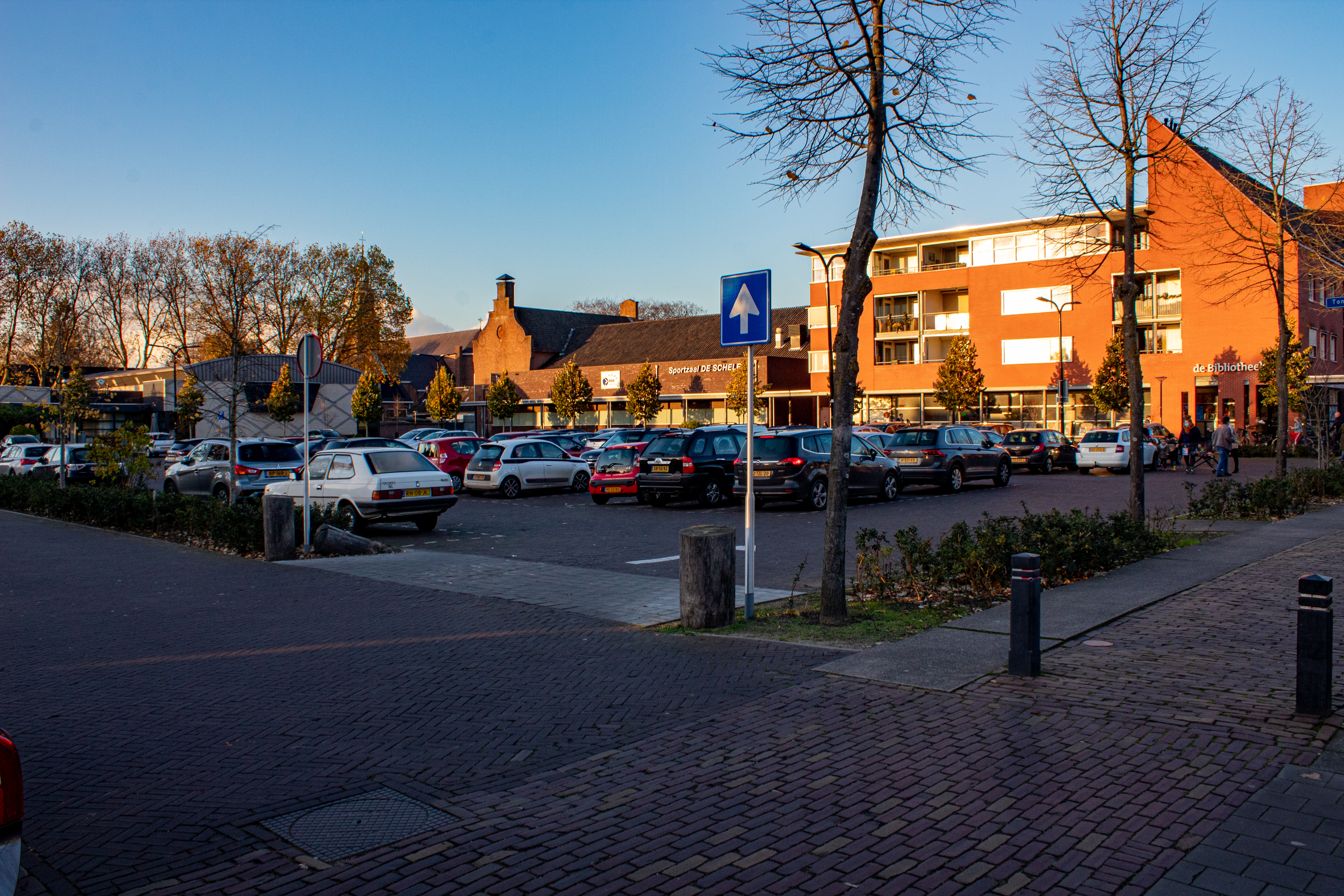
Tongerloplein
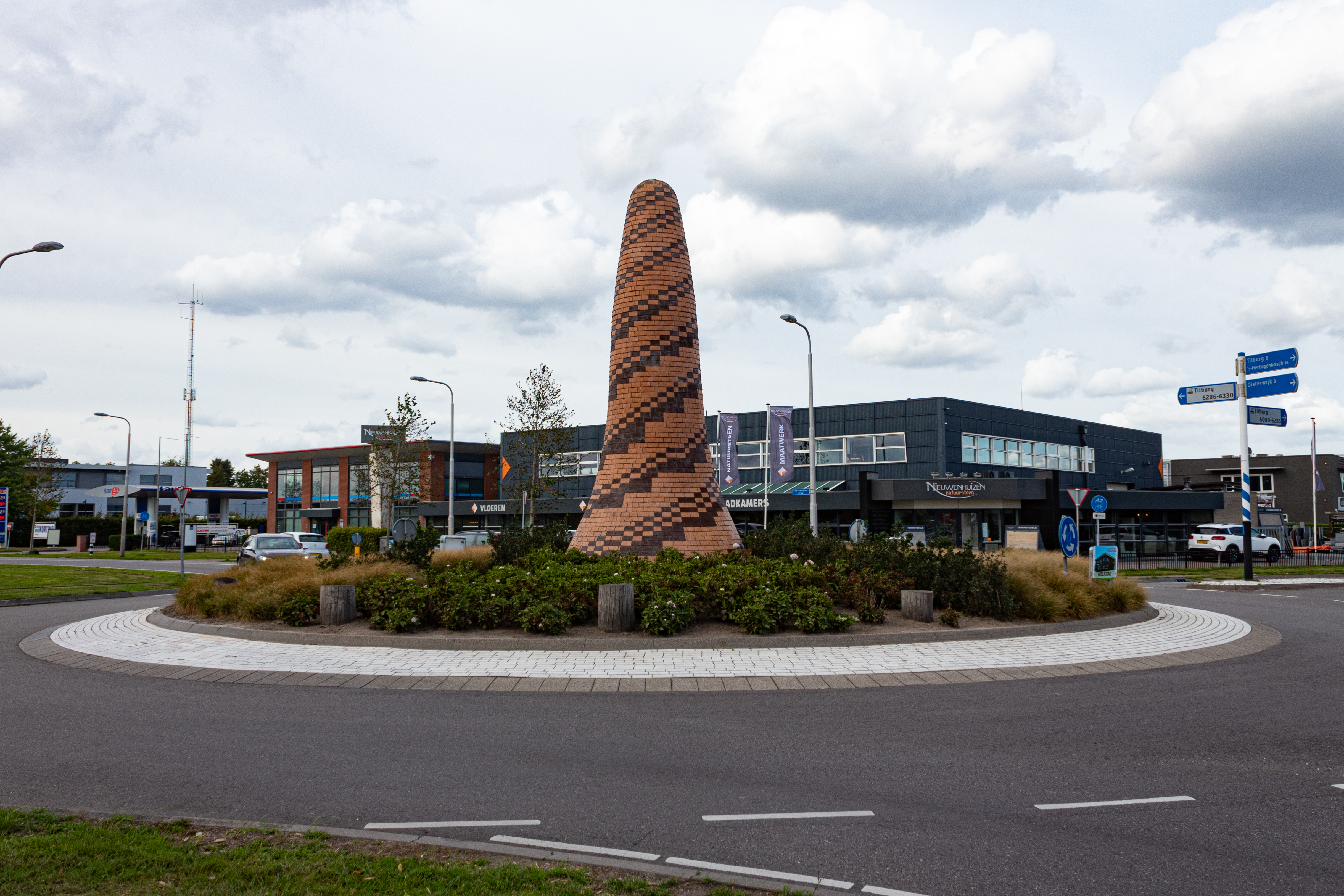
Kunstwerk op de Kreitenmolenstraat buiten Udenhout
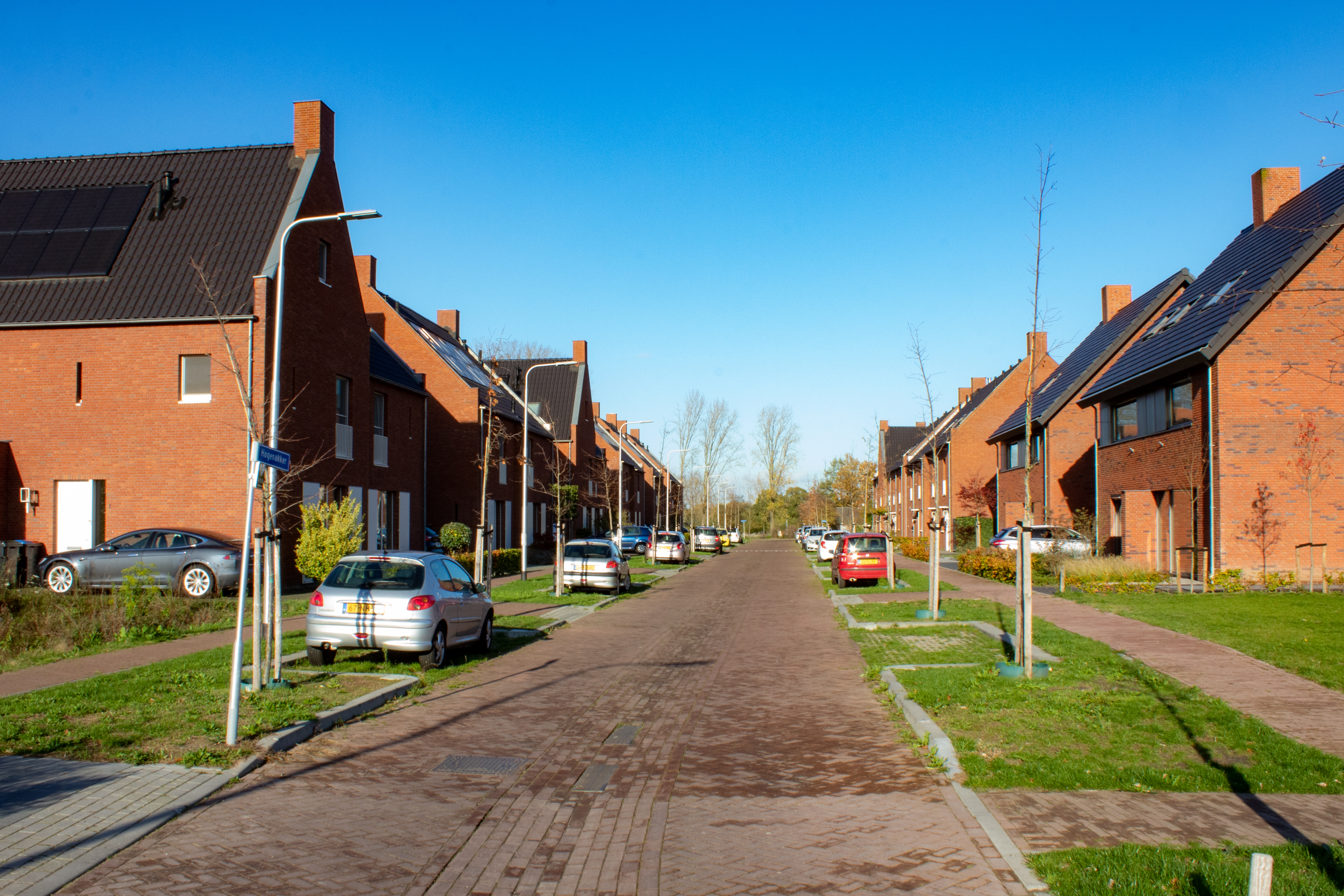
Wijk De Mortel
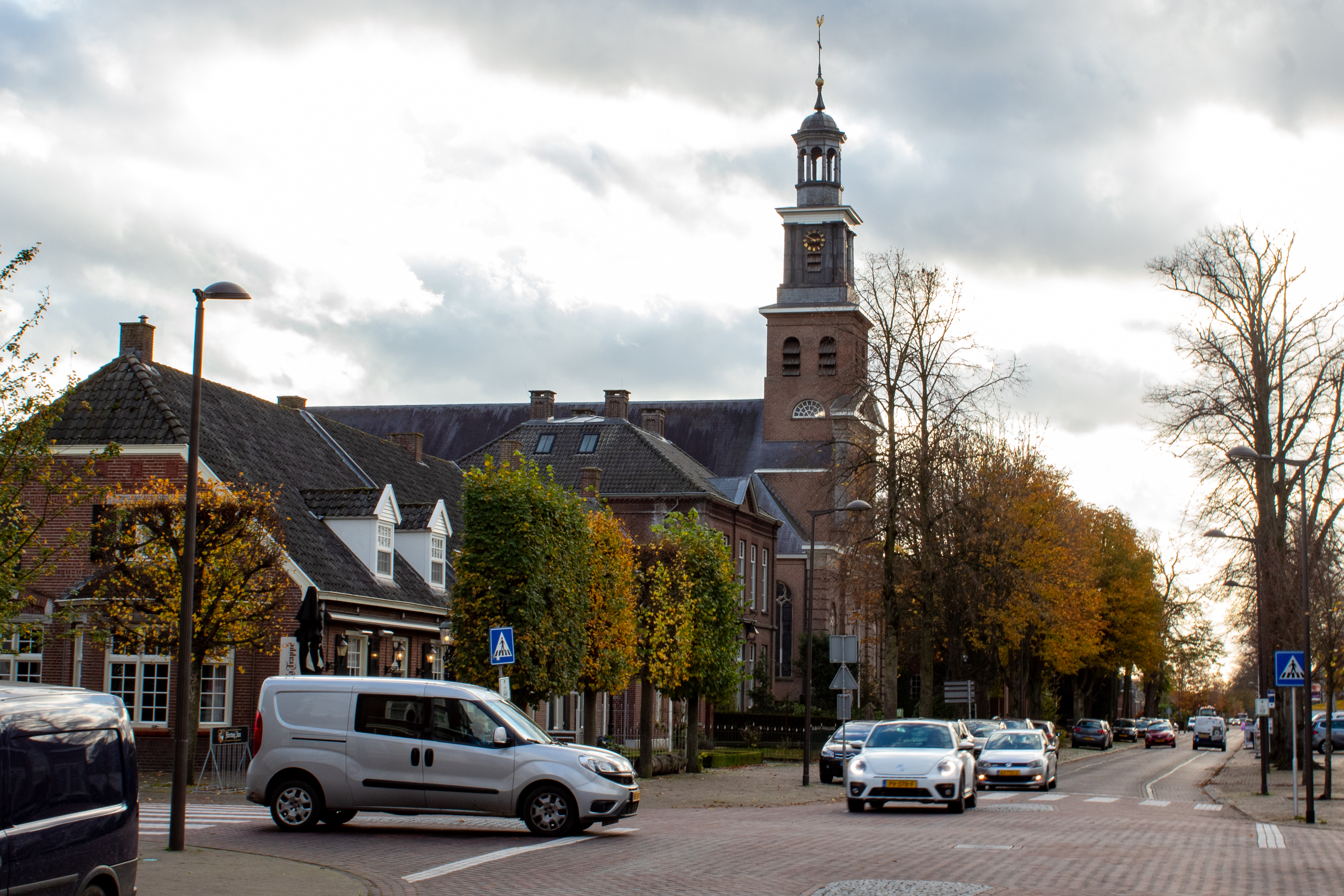
Kruising Slimstraat, Groenstraat en Kreitenmolenstraat, met de Sint- Lambertuskerk
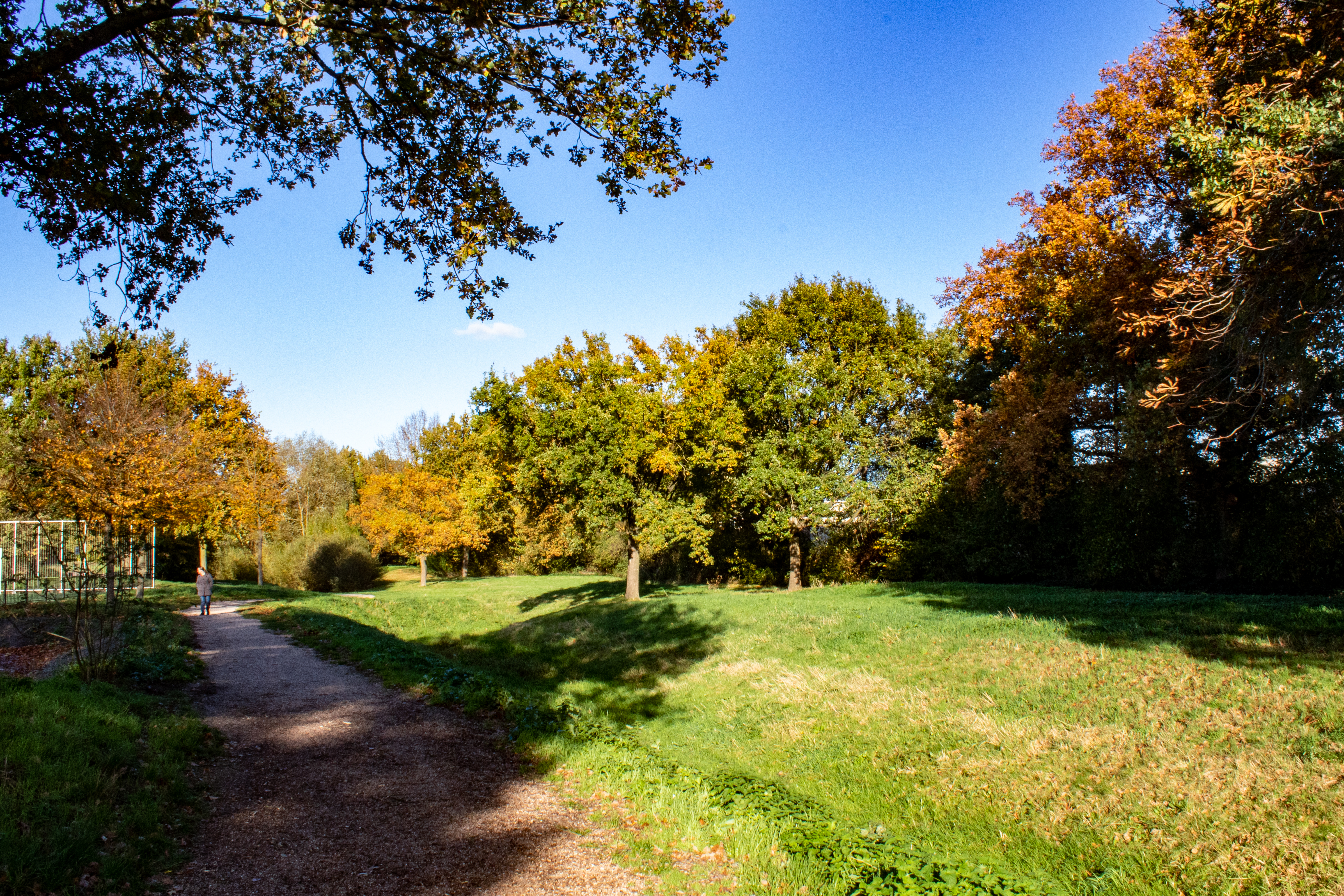
Park Ter Roomley

## Natuur en landschap
Ten noordwesten van de kom ligt De Brand, een nat natuur- en cultuurhistorisch waardevol gebied dat in het noorden aansluit op de droge Loonse en Drunense Duinen. Door De Brand loopt de Zandleij, een historische gegraven waterloop tussen Tilburg en het Afwateringskanaal 's-Hertogenbosch-Drongelen. In 2019 is de Zandleij over een lengte van twee kilometer dichtgegooid om het terrein te vernatten en de instroom van rioolwater tegen te gaan.
Aan de zuidkant van De Brand grenzen twee landgoederen: De 84 hectare van het landgoed rond herenhuis de Strijdhoef en de 50 hectare vrij toegankelijk gemengd loofbos rond de Mariakapel, beide ten noorden van de Schoorstraat.
De Leemkuilen is een groep zandgaten ten oosten van de bebouwde kom, waar de voormalige steenfabriek klei won. Later werd er grootschaliger zand gewonnen.

## Verzonken kasteel
Het verzonken kasteel is een volksverhaal uit Udenhout dat in allerlei variaties bestaat. Ruwweg gaat het hierom:
Na een lange reis kwam een pelgrim aan in Udenhout, bij een gastvrije kasteelheer waar hij de kerstnacht kon doorbrengen. Toen hij aanklopte deed echter een bokkenrijder open, een van de afstammelingen van Hugo de Bokkenrijder. Zij hadden de kasteelheer vermoord en hun intrek genomen in het kasteel. De pelgrim vermaande hen, maar werd uitgelachen. Toen hij hoofdman Jozef Kirchoff een dief en moordenaar noemde, werd hij uit het kasteel gegooid om dood te vriezen. Hij vervloekte de bewoners en het kasteel stortte in. Sindsdien noemt men dit het verzonken kasteel.
Bij de aanleg van de buurt De Mortel in het begin van de 21e eeuw, is de straat Verzonken Kasteel vernoemd naar deze legende. Het zogenaamde verzonken kasteel lag in werkelijkheid zuidelijker, het was een bouwval uit het begin van de 19e eeuw, vlakbij waar later station Udenhout heeft gestaan. Daar hebben hugenoten gewoond en het zou ook enige tijd als pastorie gediend hebben.
In Udenhout heeft nooit een kasteel gestaan, al wordt het herenhuis de Strijdhoef, aan de andere kant van het dorp, zelfs op oude kaarten als kasteel aangeduid.

## Cultuur
Udenhout kent een aantal jaarlijks terugkerende festivals en evenementen, te weten Udenhout onder zeil, De Unentse Mert en Mugfest.

### Carnaval
Udenhout heet tijdens carnaval "D'n Haozenpot".

## Geboren in Udenhout
- Frater Andreas (1841-1917), onderwijsman, frater van Tilburg
- Willem van der Loo (1898-1973), smid
- Renald Rats O.F.M. (1900-1979) pater, beeldhouwer, schilder en tekenaar
- Wim van de Plas (1913-1984), kunstschilder
- Cornelis Verhoeven (1928-2001), filosoof, essayist en leraar
- Ad Dekkers (1953-2002), wielrenner
- Mark Snoeren (1974), politicus en ondernemer
- Dirk Abels (1997), profvoetballer

## Nabijgelegen kernen
Oisterwijk, Berkel-Enschot, Tilburg, Loon op Zand, Biezenmortel